# 舞曲
舞曲（直译：「舞蹈音乐」），是专门为了辅助或伴奏舞蹈而加強節奏感并重新編曲创作的音乐。它可以是整首歌曲，也可以是大型音乐编排的一部分。就表演而言，主要分为现场舞曲和录制舞曲。虽然古代历史上存在舞蹈与音乐结合的记载（例如，古希腊陶瓶上有时会出现由乐师伴奏的舞者），但我们至今仍能一定程度上复刻的最早的西方舞曲是老式舞蹈。在巴洛克时期，主要的舞蹈风格是贵族宫廷舞蹈（参见巴洛克舞蹈）。在古典音乐时期，小步舞曲经常被用作第三乐章，尽管在这种情况下它不会为任何舞蹈伴奏。华尔兹也在古典音乐时期后期兴起。两者都属于浪漫主义音乐时期，这一时期还出现了其他各种民族舞蹈形式，例如船歌、玛祖卡舞曲、埃科萨斯（法语：Écossaise，直译：苏格兰）舞曲、叙事曲和波兰舞曲。

## 簡史
“舞曲”这个词的起源約莫在1935年。
1930-1940年代的舞曲是指搖擺樂（Swing music），1950年代的舞曲是指摇滚（Rock and roll），1960年代的舞曲則流行放克（Funk）、靈魂樂（Soul music）及節奏藍調（R&B）風格。但至此舞曲都還是指舞厅音乐，而不是音乐风格。直至1970年代（Disco）的興起並推向大眾化後，舞曲在1970年代末慢慢被確立為一種音樂風格。並再進而延伸各種類型。

## 类型
- 流行舞曲（Dance-pop）
- 圆舞曲（Waltz）
- 芭蕾（Ballet）
- 小步舞曲（Minuet）
- 波尔卡（Polka）
- 库朗特
- 加洛普
- 福里亚
- 帕凡（Pavane）
- 波莱罗（Boléro）
- 塔兰泰拉（Tarantella）
- 萨拉班德（Sarabande）
- 西西里舞曲（Siciliano）
- 基格（Gigue）
- 吉格（Jig）
- 康塔塔
- 阿拉贡
- 哈巴捏拉
- 波罗舞曲
- 霍塔
- 布列
- 路尔
- 恰空
- 凡丹戈
- 兰德勒
- 阿勒芒德（Allemande）
- 马祖卡（Mazurka）
- 波洛奈兹（Polonaises）
- 加沃特（Gavotte）
- 踢踏舞（Tap Dance）
- 拉丁舞（Latin Dance）
- 恰恰（Cha-cha）
- 探戈（Tango）
- 曼波（Mambo）
- 電子舞曲
- 嘻哈舞曲